# アベルノ
アベルノ（Averno）のリングネームで知られるレナト・ルイス（Renato Ruíz Cortes、1977年3月9日 - ）は、メキシコのプロレスラー。メキシコシティ出身。
父はルドルフォ・ルイス。

## 来歴
1995年10月18日、メキシコのメジャー団体であるCMLLにてレンコール・ラティーノ（Rencor Latino）のリングネームでプロレスラーデビューを果たす。キャリア開始から21世紀に突入するまでの6年間、アルカンヘル・デ・ラ・ムエルテ、ドクトル・オボルマン・ジュニアといったレスラーと組んで前座での出場が中心であった。
2001年6月、リングネームをアベルノ（Averno）へと変更してルードに転身。同年よりロス・インフェルナレスなるユニットをエル・サタニコ & メフィストと結成。エル・サタニコとのタッグでCMLL世界タッグ王座を保持するロス・ゲレロス・デル・インフェルノ（ウルティモ・ゲレーロ & レイ・ブカネロ）と抗争を繰り広げた。
2002年6月23日、メキシカンナショナルトリオ王座を保持するサファリ & オリンピコ & ミステル・ニエブラに勝利してベルトを奪取。
2003年、7月より行われたCMLL世界トリオ王座挑戦権争奪トーナメントに出場して優勝し、権利を得る。8月1日、王座を保持するドクトル・ワグナー・ジュニア & ウニベルソ・ドスミル & ブラック・タイガーに挑戦するも敗戦した。
2004年9月3日、空位となっていたNWA世界ミドル級王座を巡りズンビードと対戦して勝利し、王座を獲得。以降、ベルトを巡ってミスティコと抗争を繰り広げる。
2005年4月、メフィストと組んでCMLL世界タッグ王座を保持するアトランティス  & ブルー・パンテルから勝利してベルトを奪取。
9月16日、年間最大のイベントであるAniversarioにてロス・ゲレロス・デル・インフェルノ（ウルティモ・ゲレーロ & レイ・ブカネロ）と組んでOKUMURA、新日本プロレスから参戦した中邑真輔 & 棚橋弘至と6人制タッグマッチを行い勝利。
2006年12月、オンブレ・シン・ノンブレからギミックを変更したエフェストを仲間に迎え、ラ・トリアダ・デル・テラーなるトリオユニットを結成。
11月30日、NWA世界ミドル級王座を保持するミスティコと対戦して勝利し、ベルトを奪取。
2008年7月13日、TNAのPPVであるVictory Road 2008に出場。ワールドXカップトーナメントにウルティモ・ゲレーロ、レイ・ブカネロ、ボラドール・ジュニアとチームメキシコを結成してエントリーし、優勝を飾る。
10月、ユニット名をラ・トリアダ・デル・テラーからロス・イホス・デル・アベルノへと変更。12月7日にはCMLL世界タッグ王座を保持するミスティコ & エクトール・ガルサに勝利してベルトを奪取。
2009年1月4日、新日本プロレスのPPVであるレッスルキングダムIIIに参戦し、初来日を果たす。邪道 & 外道と組んでミスティコ & プリンス・デヴィット & 田口隆祐と対戦するがミスティコからラ・ミスティカを決められ敗戦した。
3月よりCMLL世界トリオ王座を保持するエル・イホ・デル・ファンタズマ & エクトール・ガルサ & ラ・マスカラとベルトを巡り抗争を展開。
2010年1月4日、レッスルキングダムIVにて再び来日。ウルティモ・ゲレーロと組んでApollo 55（田口隆祐 & プリンス・デヴィット）が保持するIWGPジュニアタッグ王座に挑戦するも敗戦した。
2011年1月22日、新日本プロレス & CMLL共催のイベントであるFantastica Mania 2011に参戦。中邑 & 内藤哲也と組んで棚橋 & ミスティコ & デヴィットと対戦して勝利。23日にはミスティコと対戦するが敗戦した。
3月、CMLL世界トリオ王座を保持するラ・ジェネレーション・ドラダ（ラ・マスカラ & ラ・ソンブラ & マスカラ・ドラダ）と抗争を展開。
6月17日、ラ・マスカラとマスカラ・コントラ・マスカラを行い敗戦し、マスクを取られる。以降、素顔で試合に出場。
2012年9月、新日本プロレスの40th anniversary Tourに参戦し、ロウ・キーとのタッグやヒールユニットであるCHAOSと共闘した。
2013年4月26日、Aniversarioにてメキシカンナショナルウェルター級王座を保持するミスティコと対戦して勝利し、ベルトを奪取。
2014年4月27日、CMLLから退団。5月にCMLLのライバル団体であるAAAに移籍。5月17日、AAAのテレビ番組であるAAA Sin Limiteのメインイベントにてチェスマン、ペンタゴン・ジュニアと組んでフェニックス & シベルネティコ & サイコ・クラウンと6人制タッグマッチを行い、AAAでのデビュー戦を勝利で飾った。以降、ルードユニットであるラ・ヌエヴァ・ソシエダードに加入。
6月7日、PPVであるVerano de Escándaloにてチェスマン、ペロ・アグアヨ・ジュニアと組んでシベルネティコ & ラ・パルカ、そしてCMLL時代のライバルであるミスティコことミステシスと6人制タッグマッチを行うが、ミステシスがチェスマンにラ・ミスティカを決めて敗戦。
10月、シベルネティコ & チェスマンとロス・ヘル・ブラザーズなるユニットを結成。AAA世界トリオ王座を保持するサイコ・サーカスとベルトを巡り抗争を展開。

## 得意技
- デビルウィングス

ダブルアームフェイスバスター
- アベルノドライバー

シットアウト・パンプハンドル・スラム
- クルセタ・インベルティダ

後方足4の字固め

## 獲得タイトル
CMLL
- メキシコナショナルトリオ王座
- CMLL世界ミドル級王座
- CMLL世界タッグチーム王座
- NWA世界ミドル級王座
- CMLL世界トリオ王座

TNA
- ワールドXカップトーナメント : 2008年度優勝

w / ボラドール・ジュニア & ウルティモ・ゲレーロ & レイ・ブカネロ